# بيتي ستوجز
كانت بيتي ستوجز (بالإنجليزية: Betty Stogs)‏ امرأة تُذكر في فولكلور كورنوال. عاشت في أرض مستنقعية بالقرب من تاودناك، كورنوال، إنجلترا. كان لديها طفل يبلغ من العمر ستة أشهر لكنها كانت كسولة ومفرطة في رعايته. وقد تم رعاية الطفل المهمل من قبل الجنيات، اللائي أعدنه نظيفًا ووضعنه على سرير من الطحالب. الحكاية هي من ضمن التراث التقليدي في المنطقة. وهي لتحذير الأمهات لكي يقدمن الرعاية لأطفالهن بشكل صحيح؛ لئلا تأخذهم الجنيات.